# José María Ybarra Gutiérrez de Caviedes
José María Ybarra Gutiérrez de Caviedes (Bilbao, 1816-Sevilla, 1878) fue un emprendedor empresario español, miembro de una familia de gran tradición empresarial, que se estableció en la ciudad de Sevilla, siendo fundador en esta ciudad de un grupo empresarial ligado al sector naviero y agroalimenticio. También participó en política, siendo alcalde de la ciudad de Sevilla.

## Biografía
José María Ybarra Gutiérrez de Caviedes, nació en Bilbao el 6 de mayo de 1816, era el tercero de los hijos de José Antonio Ybarra de los Santos, fundador y patriarca de un grupo empresarial, germen de Altos Hornos de Vizcaya y del Banco de Bilbao. José María obtuvo en 1836 el título de bachiller en Leyes en la Universidad de Vitoria, marchó posteriormente a Madrid para continuar sus estudios y se licenció en esta ciudad en 1839 y obtuvo el doctorado en 1841. En la capital, trabajó como pasante en el despacho de Juan Bravo Murillo y participó en círculos políticos favorables a la regente exiliada María Cristina. En 1841, volvió a Bilbao, pero su padre, para alejarlo de los movimientos políticos, decidió enviarlo a visitar a los diversos agentes de Ybarra, Mier y Compañía. Viajó a Bayona, Barcelona, Valencia, Cádiz y Sevilla, ciudad en la que se estableció en 1843, tras contraer matrimonio con Dolores González Álvarez, hija de Ramón González Pérez, un indiano, socio y amigo de su padre.
José María Ybarra se estableció como comerciante en Sevilla y con el apoyo financiero de su familia, fundó una empresa naviera dedicada al transporte y comercio de cabotaje entre Sevilla y Bilbao, que empezó con un velero y al que incorporaría posteriormente barcos de vapor que incrementaron el volumen de negocio de la empresa. En 1842, con el propósito de comercializar la producción agrícola familiar en Andalucía, fundó también la empresa de productos alimenticios "Hijos de Ybarra". En la ciudad también se interesó por la actividad pública, en 1845 fue nombrado segundo teniente de alcalde y posteriormente vicepresidente de la Diputación y alcalde de la ciudad. 
En 1846, fue uno de los promotores de la Feria de Abril, junto a Narciso Bonaplata. Ambos fueron los autores de una propuesta para celebrar durante los días 19, 20 y 21 de abril una feria anual. En marzo de 1847, la reina Isabel II concedió a la ciudad de Sevilla el privilegio de feria, celebrándose un mes más tarde la primera de su historia con la duración de los tres días expresados.
En 1877, el rey Alfonso XII le concedió el condado de Ybarra. Falleció en Sevilla el 14 de mayo de 1878.

Escudo del Conde de Ybarra, utilizado por José María de Ybarra y Gutiérrez.